# Тугов, Владимир Батахович
Влади́мир Бата́хович Тугов (25 апреля 1935, аул Койдан Усть-Джегутинского района Карачаевской автономной области — 2006) — первый профессиональный абазинский литературовед и литературный критик, заслуженный деятель науки Российской Федерации.

## Биография
Родился в семье крестьянина. После окончания Койданской начальной и Николаевской средней школ поступил на историко-филологический факультет Кабардино-Балкарского государственного университета, который окончил с красным дипломом в 1960 году. С 1960 — младший научный сотрудник сектора литературы и фольклора Карачаево-Черкесского научно-исследовательского института.
В 1967 году в Институте истории грузинской литературы Академии наук ГССР защитил кандидатскую диссертацию по теме «Становление и развитие абазинской литературы», после чего ему присвоили звание старшего научного сотрудника.
В 1973—1987 — учёный секретарь института. С 1987 года — доцент, с 1992 — заведующий кафедрой литературы Карачаево-Черкесского государственного педагогического института. В 1994 присвоено звание профессора.
Автор более 70 работ, в том числе 4 монографий, 5 фольклорных сборников, учебников по литературе для абазинских школ.

## Избранные труды
Источник — электронные каталоги РНБ
- Абазино-русский словарь: Около 14000 слов: С прил. краткого граммат. очерка абазин. яз / Ред.: В. Б. Тугов, Н. Х. Адзинов. — М., 1967.
- Абазинские народные сказки / [Сост., пер. с абазин., вступ. ст., примеч. В. Б. Тугова].. — М.: Наука, 1985. — 411 с. — (Сказки и мифы народов Востока). — 100 000 экз.
- Бекизова Л. А., Караева А. И., Тугов В. Б. Жизнь, герой, литература: [О прозе писателей Карачево-Черкесии]. — Черкесск: Ставроп. кн. изд-во, 1978. — 213 с. — 500 экз.
- Писатели Карачаево-Черкесии: [Биогр. справки] / Сост. [и вступит. ст.]: В. Б. Тугов. — Черкесск: Ставроп. кн. изд., 1966.
- Тугов В. Б. Литература народов Карачаево-Черкесии: Учеб. хрестоматия для общ. сред. и проф. учеб. заведений Карачаево-Черкес. Респ. — Черкесск, 1999.
- Тугов В. Б. Очерки истории абазинской литературы. — Черкесск: Ставроп. кн. изд-во, 1970. — 275 с. — 800 экз.
- Тугов В. Б., Ерижев У. Д. и соавт. Русско-абазинский словарь общественно-политической терминологии. — Черкесск, 1983.
- Тугов В. Б. Становление и развитие абазинской литературы: Автореф. дис. … канд. филол. наук. — Тбилиси, 1967. — 30 с.

## Награды
- Заслуженный деятель науки РФ (1996)

## Память
16 сентября 2011 года средней школе аула Койдан Усть-Джегутинского района присвоено имя В. Б. Тугова.